# Ildibad
Ildibad, of Hildebad (gestorven 541) was korte tijd koning van de Ostrogoten in Italië.
Hij was een neef van de West-Gotische koning Theudis van Spanje en volgde Witiges op, toen deze gedwongen werd Ravenna, de koningszetel van de Goten in Italië, te verlaten. Ildibad regeerde amper een jaar en werd toen op een banket door een Gepidische slaaf vermoord.
Zijn opvolger was Erarik, die echter nog korter aan het bewind was dan Ildibad. Totila, neef van Ildibad, werd de nieuwe heerser over de Goten in Italië na Erarik.
Achiulf · Alatheus · Athalarik  · Andag · Amalasuntha · Athanarik · Erarik · Ermanarik · Ildibad · Odotheus . Radegast · Safrax · Teia · Theodahad · Theodorik de Grote · Theodorik de Oudere · Thiudimir · Totila · Valamir · Videricius · Vidimir · Vithimiris · Witiges